# Eudonia yaoundeiensis
Eudonia yaoundeiensis là một loài bướm đêm trong họ Crambidae.